# Список персонажей Кинематографической вселенной Marvel: А-М

## А

### Аиша
Аи́ша (актриса — Элизабет Дебики) — верховная жрица золотокожей расы Суверенов. Она нанимает Стражей Галактики, чтобы защитить анулаксные батареи от Абилиска, но после того, как Ракета крадёт несколько батарей с намерением позже продать их, она приходит в ярость и посылает свой флот золотых дронов, чтобы убить их. Позже она наблюдает за вынашиванием нового члена расы Суверенов и называет его Адамом. Погибает в процессе уничтожения Контр-Земли.
По состоянию на 2025 год персонаж появился в фильмах «Стражи Галактики. Часть 2» и «Стражи Галактики. Часть 3». Альтернативная версия Аиши появилась в мультсериале Disney+ «Что, если…?».

### Айо
А́йо (актриса — Флоренс Касумба) — вторая во главе Дора Миладже в Ваканде. После отставки Окойе она становится генералом. Айо также состоит в романтических отношениях с Анекой.
По состоянию на 2025 год персонаж появился в четырёх фильмах: «Первый мститель: Противостояние», «Чёрная пантера», «Мстители: Война бесконечности» и «Чёрная пантера: Ваканда навеки»; а также в сериале Disney+ «Сокол и Зимний солдат».

### Алгрим
А́лгрим (актёр — Адевале Акиннуойе-Агбадже), также известный как Курс — Тёмный эльф и лейтенант Малекита. Он один из немногих Тёмных эльфов, переживших катастрофу, которая почти уничтожила их расу. Он физически сильнее и выносливее Тора, благодаря тому, что его способности были усилены с помощью Камня Курс, что позволило ему пережить удары Мьёльнира, хотя Локи убивает его гранатой, которая образует чёрную дыру.
По состоянию на 2025 год персонаж появился в фильме «Тор 2: Царство тьмы» и сериале Disney+ «Локи» (архивные кадры).

### Амат
А́мат (захват движения — София Дану, голос — Саба Мубарак) — заточённая египетская богиня, стремящаяся искоренять зло до совершения преступления. За данную мораль, она была заточена в ушебти на две тысячи лет Эннеадой, и позже была освобождена автором культа Амат — Артуром Хэрроу. Однако при противостоянии с Хонсу, заточается в тело Хэрроу, а затем погибает от рук Джейка Локли. Имеет способность судить людей за их настоящие, прошлые и будущие поступки, что определяет, будет человек дальше жить, или нет. Амат известна как «Пожирательница мёртвых» и планирует вынести свой упреждающий приговор всему человечеству. Амат основана на одноимённой египетской богине.
По состоянию на 2025 год персонаж появился в сериале Disney+ «Лунный рыцарь».

### Анека
Ане́ка (актриса — Микейла Коул) — воительница из Ваканды и член Дора Миладже. Позднее она, как и Окойе, принимает мантию Полночного ангела. Также состоит в романтических отношениях с Айо.
По состоянию на 2025 год персонаж появился в фильме «Чёрная пантера: Ваканда навеки».

### Аришем
Арише́м (голос — Дэвид Кэй) — целестиал, создавший Вечных и Девиантов.
По состоянию на 2025 год персонаж появился в фильме «Вечные». Альтернативная версия персонажа появилась в мультсериале Disney+ «Что, если…?».

### Атт-Ласс
Атт-Ласс (актёр — Альхенис Перес Сото) — член «Звёздной силы» расы Крии и их специалист по скрытности и рейдам. В качестве оружия он использует пистолеты. Атт-Ласс сопровождает Йон-Рогга, «Звёздную силу» и несколько солдат Крии на Землю, чтобы найти Кэрол Дэнверс, где было обнаружено, что покойная Мар-Велл спрятала несколько беженцев-скруллов. Он, по-видимому, неохотно приводит Кэрол Дэнверс, когда она узнала свою историю. После того, как Кэрол Дэнверс отключает имплантат, который ограничивал её способности, Атт-Ласс присоединяется к «Звёздной силе» и солдатам Крии в борьбе с ней, но она одолевает его.
По состоянию на 2025 год персонаж появился в фильме «Капитан Марвел».

### Аттума
Атту́ма (актёр — Алекс Ливиналли) — воин из подводной страны Талокан.
По состоянию на 2025 год персонаж появился в фильме «Чёрная пантера: Ваканда навеки». Он вернётся в фильме «Мстители: Судный день».

### Аяк
Ая́к (актриса — Сальма Хайек) — мудрый и духовный лидер Вечных, которая обладает способностями для исцеления. Убита Девиантами по плану Икариса за то, что хотела помещать рождению Целестиала Тиамута из недр Земли. Она могла общаться с Целестиалом Аришемом и после своей смерти передала эту способность Серси.
По состоянию на 2025 год персонаж появилась в фильме «Вечные».

## Б

### Охотник B-15
Охо́тник B-15, настоящее имя Верити Уиллис (актриса — Вунми Мосаку) — самоотверженный и высокопоставленный сотрудник организации «Управление временными изменениями» (УВИ), являющийся известным Охотником за аномалиями и вариантами времени. Охотник B-15 задерживает альтернативную версию Локи, изымает у него Тессеракт и приказывает перезапустить его временную линию. Приведя Локи в УВИ, Охотник В-15 контролирует дело Локи, и после решения Мобиуса оставить Локи для поимки его альтернативной женской версии Сильвии, В-15 неохотно соглашается работать с ним. Вместе с Локи и Мобиусом В-15 отправляется в 2050 год во время уничтожения гипермаркета Roxxcart, чтобы задержать варианта Локи. Они разделяются и вместе с Локи находят его, однако Сильвия зачаровывает сознание В-15 и частично открывает ей доступ к её воспоминаниям. После поимки варианта В-15 просит Сильвию полностью разблокировать ей воспоминания её прошлого, что та и делает. После этого В-15 предаёт судью Равонну Ренслейер и встаёт на сторону Локи, сражаясь с подопечными Хранителей Времени, которые вырубают её и помещают в тюрьму. Позже Мобиус освобождает В-15, и та раскрывает другим Охотникам УВИ правду об организации, представив вариант Равонны Ренслейер в 2018 году. После открытия Мультивселенной Локи попадает в УВИ, в котором Охотник В-15 его не знает.
По состоянию на 2025 год Охотник В-15 появилась в первом и втором сезонах сериала «Локи» (2021) для стримингового сервиса Disney+ и фильме «Дэдпул и Росомаха» (2024).

### Лора Бартон
Ло́ра Ба́ртон (актриса — Линда Карделлини) — бывший агент «Щ.И.Т.», жена Клинта Бартона и мать Купера, Лайлы и Натаниэля Бартонов. Чтобы защитить себя, Лора и её дети жили в тайне (без ведома Мстителей). Однако Клинт рассказал Мстителям о своей семье во время наступления Альтрона, и Лора сказала Клинту, как она гордится им, и что ей нужно, чтобы он был с ней, так как она беременна их третьим ребёнком. Клинт решил уйти из Мстителей, чтобы быть со своей семьёй, и позже Лора родила им сына Натаниэля. В 2018 году она и все трое детей Бартона становятся жертвами Скачка, но все они возвращаются к жизни в 2023 году.
По состоянию на 2025 год персонаж появился в двух фильмах: «Мстители: Эра Альтрона» и «Мстители: Финал»; а также в сериале Disney+ «Соколиный глаз».

### Жорж Батрок
Жорж Батро́к (актёр — Жорж Сен-Пьер) — алжирский наёмник и пират на вершине Красного списка Интерпола, а также бывший агент DGSE, который совершил 36 убийственных миссий до того, как был демобилизирован французским правительством.
По состоянию на 2025 год персонаж появился в фильме «Первый мститель: Другая война» и в сериале Disney+ «Сокол и Зимний солдат». Альтернативная версия Батрока появилась в мультсериале Disney+ «Что, если…?»:2.

### Накия Бахадир
Наки́я Бахади́р (актриса — Ясмин Флетчер) — близкая подруга Камалы Хан.
По состоянию на 2025 год персонаж появился в сериале Disney+ «Мисс Марвел».

### Елена Белова / Чёрная вдова
Еле́на Бело́ва (актриса — Флоренс Пью) — наречённая сестра Наташи Романофф, высококвалифицированная шпионка и убийца, которая тренировалась в Красной комнате. В 2016 году Елена работает с Романофф, Алексеем Шостаковым и Мелиной Востокофф, чтобы остановить генерала Дрейкова после того, как тот возобновил программу «Красная комната».
После Скачка, жертвой которого она пала, и после смерти Романофф, к Беловой обращается графиня Валентина Аллегра де Фонтейн, которая нанимает её, чтобы убить Клинта Бартона, якобы виновного в смерти Наташи. Она находит Бартона вместе с Кейт Бишоп и Майей Лопес и сражается с ними как мститель в маске, пока Бартон не срывает с неё маску, и она вынуждена отступить. В канун Рождества Белова проникает на рождественскую вечеринку семьи Бишоп, чтобы убить Бартона, но Бишоп перехватывает её и сражается с ней. Белова сталкивается с Бартоном на катке Рокфеллер-центра и сначала не верит его рассказу о самопожертвовании Романофф. Только после того, как Бартон раскрывает подробности об отношениях между ней и Романофф, она принимает самопожертвование своей сестры.
В 2027 году Елена получает задание от де Фонтейн проникнуть на секретное хранилище и устранить Эйву Старр, известную как Призрак. Позже оказалось, что де Фонтейн специально заманила туда Белову, Эйву, а так же Джона Уокера / Агента США и Антонию Дрейкову / Таскмастера, чтобы они устранили друг друга. Эйва убивает Антонию, после чего в хранилище обнаруживается юноша, представившийся Бобом. Боб, чьё настоящее имя Роберт Рейнольдс, оказывается подопытным проекта «Часовой» по созданию сверхлюдей. Де Фонтейн пытается использовать его своих целях, но тот под действием своей тёмной личности выходит из-под контроля и начинает переносить жителей Нью-Йорка в тёмное измерение. Елена решает проникнуть в это измерение и остановить Боба. Ей, вместе с Баки Барнсом, Алексеем Шостаковым, Уокером и Эйвой удаётся воззвать к светлой стороне Боба и уничтожить тьму. Позже их команду, ранее названную Шостаковым Громовержцами, де Фонтейн представляет как Новых Мстителей.
По состоянию на 2025 год персонаж появился в фильмах «Чёрная вдова» и «Громовержцы*», а также в сериале Disney+ «Соколиный глаз». Альтернативная версия Беловой появится в предстоящем мультсериале «Зомби Marvel».

### Сонни Бёрч
Со́нни Бёрч (актёр — Уолтон Гоггинс) — «преступник низкого уровня», который хочет, чтобы технология Пима продавалась на чёрном рынке. У него есть приспешники (состоящие из Узмана, Анитолова, Нокса и агента ФБР Стольца), и он является владельцем ресторана (предположительно, в качестве прикрытия). Сонни пытается купить квантовую технологию Человека-муравья Хэнка Пима, но получает отказ от Хоуп ван Дайн. Люди Сонни впоследствии сражаются с Осой и Человеком-муравьём. Позже ему удаётся получить информацию от друзей Скотта Лэнга (Луиса, Курта и Дэйва) с помощью своей «сыворотки правды».
По состоянию на 2025 год персонаж появился в фильме «Человек-муравей и Оса». Он вернётся в фильме «Войны в доспехах». Альтернативная версия персонажа появилась в мультсериале Disney+ «Что, если…?».

### Элеонора Бишоп
Элеоно́ра Би́шоп (актриса — Вера Фармига) — состоятельная мать Кейт Бишоп. После смерти своего мужа Дерека в 2012 году она обручается с Джеком Дюкейном в 2024 году.
По состоянию на 2025 год персонаж появился в сериале Disney+ «Соколиный глаз».

### Верусса Бладстоун
Веру́сса Бла́дстоун (актриса — Гарриет Сэнсом Харрис) — охотница на монстров, вдова Улисса Бладстоуна и мачеха Эльзы Бладстоун. После смерти мужа она становится лидером команды охотников на монстров.
По состоянию на 2025 год персонаж появился в специальном выпуске Disney+ «Ночной оборотень».

### Эльза Бладстоун
Э́льза Бла́дстоун (актриса — Лора Доннелли) — дочь Улисса Бладстоуна, которой не нравится традиция её семьи охотиться на монстров.
По состоянию на 2025 год персонаж появился в специальном выпуске Disney+ «Ночной оборотень».

### Ральф Боунер
Ральф Бо́унер (актёр — Эван Питерс) — житель Уэствью, которого Агата Харкнесс заставляет выдавать себя за брата-близнеца Ванды Максимофф, Пьетро. Агата Харкнесс овладевает им, наделяя его сверхскоростью Пьетро и заставляя его играть эту роль, чтобы выяснить, как Ванда создала свою альтернативную реальность. Первоначально он был представлен как невидимый муж «Агнес» (псевдоним Харкнесс), которого часто упоминали, когда Агнес нужно было сказать что-то смешное. Он освободился из-под контроля Агаты, когда Моника Рамбо сняла волшебное ожерелье, которое он носил. После сбежал из Уэствью, а спустя три года встретился с Билли Максимоффом, вселившимся в тело погиблего Билли Каплана, и его парнем Эдди, чтобы рассказать им о тех событиях.
По состоянию на 2025 год персонаж появился в сериалах Disney+ «Ванда/Вижн» и «Это всё Агата». Питерс ранее изображал другую версию настоящего Пьетро по имени Питер Максимофф в серии фильмов «Люди Икс» от 20th Century Fox.

### Джексон Брайс / Шокер
Дже́ксон Брайс (актёр — Логан Маршалл-Грин) — член преступного предприятия Эдриана Тумса, который владел модифицированной версией вибровзрывной перчатки Брока Рамлоу и называл себя «Шокером». После того, как оружейная сделка с Аароном Дэвисом привлекает внимание Человека-паука, Тумс увольняет его за безрассудство, и Брайс угрожает разоблачить их операцию. В ответ на это Тумс стреляет в Брайса из оружия Финеса Мэйсона, чтобы запугать его, но вместо этого непреднамеренно уничтожает его. После этого Тумс отдаёт его вибро-перчатку коллеге Герману Шульцу.
По состоянию на 2025 год персонаж появился в фильме «Человек-паук: Возвращение домой».

### Эллен Брандт
Э́ллен Брандт (актриса — Стефани Шостак) — ветеран войны, потерявшая руку в бою, прежде чем основатель А.И.М. Олдрич Киллиан ввёл ей вирус Экстремис, который даёт расширенные регенеративные способности. Она и Эрик Савин нападают на Тони Старка, но Старку удаётся вызвать взрыв, волна которого отправляет Брандт на линии электропередач, которые убивают её электрическим током.
По состоянию на 2025 год персонаж появился в фильме «Железный человек 3».

### Бетти Брант
Эли́забет «Бе́тти» Брант (актриса — Энгаури Райс) — студентка Мидтаунской школы науки и технологии. Эта версия персонажа, с точки зрения внешнего вида, имеет сходство с Гвен Стейси, у неё длинные светлые волосы, и она часто носит чёрную повязку на голове. Лучшая подруга Лиз и ведущая школьных новостей. В 2018 году она стала жертвой Скачка, но вернулась к жизни в 2023 году. В 2024 году она вступает в отношения с Недом Лидсом в Европе, однако в конце поездки они расстаются, но поддерживают дружбу.
По состоянию на 2025 год персонаж появился в трёх фильмах: «Человек-паук: Возвращение домой», «Человек-паук: Вдали от дома» и «Человек-паук: Нет пути домой»; а также во втором сезоне веб-сериала «The Daily Bugle» в качестве нового неоплачиваемого стажёра веб-сайта.

### Бритвенный кулак
Бри́твенный кула́к (актёр — Флориан Мунтяну) — высокопоставленный агент организации «Десять колец» со стальным лезвием вместо руки. Венву посылает его, чтобы забрать кулон Шан-Чи. Позже Бритвенный кулак сопровождает Венву и «Десять колец» в нападении на деревню Та Ло. Когда Обитатель Тьмы прорывается сквозь тёмные врата, Бритвенный кулак объединяет «Десять колец» и жителей Та Ло, чтобы сразиться с Обитателем и его приспешниками. С этой целью Кулак заменяет свой клинок на клинок, сделанный из драконьей чешуи. Когда Сялинь становится новым главой «Десяти колец», Бритвенный кулак сохраняет своё прежнее положение.
По состоянию на 2025 год персонаж появился в фильме «Шан-Чи и легенда десяти колец».

### Брон-Чар
Брон-Чар (актёр — Рюн Темт) — оперативник Империи Крии и член «Звёздной силы». В дополнение к тому, что он является экспертом в рукопашном бою, шутит о том, что находит Кората привлекательным. После того, как Кэрол Дэнверс борется с контролем Высшего Разума и сжигает имплантат, который ограничивает её способности, она борется со «Звёздной Силой» и одолевает Брон-Чара.
По состоянию на 2025 год персонаж появился в фильме «Капитан Марвел».

### Исайя Брэдли
Иса́йя Брэ́дли (актёр — Карл Ламбли) — пожилой суперсолдат, ветеран Корейской войны, во время которой он был отправлен в тыл врага на сражение с Баки Барнсом, которому он повредил его металлическую руку. После спасения других суперсолдат-афроамериканцев, которых держали в плену, Исайя получил 30-летнее тюремное заключение от правительства США и «Гидры». Всё это время над ним проводились эксперименты, его существование держалось в секрете. Исайе помогла сбежать медсестра, сфабриковав его смерть. К 2024 году он живёт в Балтиморе со своим внуком Элаем (актёр — Элайджа Ричардсон). Он отказывается помогать Сэму Уилсону и Барнсу, когда они разыскивают его, демонстрируя свою ненависть к правительству и презрение к идее того, что афроамериканец может стать Капитаном Америкой. Позже Уилсон, став новым Кэпом, поручает выделить Исайе отдельный стенд и статую в Смитсоновском институте.
По состоянию на 2025 год персонаж появился в сериале Disney+ «Сокол и Зимний солдат» и в фильме «Капитан Америка: Новый мир»

### Мэллори Бук
Мэ́ллори Бук (актриса — Рене Элиз Голдсберри) — адвокат компании GLK&H, в которой работает Дженнифер Уолтерс, ставшая новым главой юридического отдела по работе со сверхлюдьми.
По состоянию на 2025 год персонаж появился в сериале «Женщина-Халк: Адвокат».

## В

### Раза аль-Вазар
Ра́за Хами́дми аль-Ваза́р (актёр — Фаран Таир) — лидер террористов «Десяти колец», который похищают Тони Старка. Он — оригинальный персонаж для фильма, и он связан с организацией, которая ссылается на Мандарина. Он использует оружие от «Stark Industries» для личной выгоды, и он был ответственен за происхождение Тони как Железного человека, поскольку именно он похитил его для самопровозглашённой личной выгоды для захвата мира, ссылаясь на Чингисхана как на своё влияние. Выяснилось, что он работает на Обадайю Стейна, который позже убивает его.
По состоянию на 2025 год персонаж появился в фильме «Железный человек». Он вернётся в сериале «Квест Вижна».

### Валькирия
Вальки́рия (актриса — Тесса Томпсон), также известная как Ста́лкер 142 — последняя выжившая из группы асгардских воительниц, именуемых Валькириями. В 2017 году она вступает в союз с Тором и Брюсом Бэннером, чтобы сразиться с Хелой. Она пережила Скачок и привела оставшихся асгардцев в Норвегию в деревню Новый Асгард, которой она де-факто управляет вместо Тора. Позже она присоединяется к Мстителям в их последней битве против Таноса и его армии. После этого Тор официально передаёт ей бразды правления.
По состоянию на 2025 год персонаж появился в четырёх фильмах: «Тор: Рагнарёк», «Мстители: Финал», «Тор: Любовь и гром» и «Капитан Марвел 2»; а также в сериале Disney+ «Локи» (архивные кадры). Альтернативная версия Валькирии появилась в мультсериале «Что, если…?».

### Джанет ван Дайн / Оса
Джа́нет ван Дайн (актрисы — Хейли Ловитт и Мишель Пфайффер) — учёный, жена Хэнка Пима, мать Хоуп ван Дайн и первая Оса. Как Оса, Джанет работала в «Щ.И.Т.» вместе с Пимом, где она носила уменьшающийся костюм с такими же способностями, как у Человека-муравья, с дополнительными возможностями крыльев для полёта. Во время миссии в 1987 году Джанет отключила регулятор своего костюма и стала субатомной, исчезнув в Квантовом мире. Почти тридцать лет она считалась мёртвой, хотя просто была заперта в Квантовом мире, пока Пим не спас её в 2018 году. Вскоре после этого Джанет становится жертвой Скачка, но возвращается к жизни, позже присутствуя на похоронах Тони Старка вместе с Пимом, Хоуп и Скоттом Лэнгом.
В альтернативной вселенной Джанет является нулевым пациентом с инфекционным квантовым вирусом, который превратил её в зомби и распространился по всей Земле после того, как Пим спас её из Квантового мира.
По состоянию на 2025 год персонаж появился в четырёх фильмах: «Человек-муравей», «Человек-муравей и Оса», «Мстители: Финал» и «Человек-муравей и Оса: Квантомания». Альтернативная версия ван Дайн появилась в мультсериале Disney+ «Что, если…?».

### Антон Ванко
Анто́н Ва́нко (актёр — Евгений Лазарев) — советский учёный и партнёр Говарда Старка, который помог создать первый дуговой реактор. Он предаёт Старка, продавая их проекты на чёрном рынке. Когда Старк узнал об этом, Ванко был депортирован и стал пьяницей. Его сын, Иван Ванко, клянётся отомстить семье Старков.
По состоянию на 2025 год персонаж появился в фильме «Железный человек 2», а Коста Ронин сыграл его молодую версию в сериале «Агент Картер».

### Иван Ванко / Хлыст
Ива́н Ва́нко (актёр — Микки Рурк), также известный как Хлыст — сын Антона Ванко. Он мстит за своего отца, узнав о том, что знал его отец об оригинальной модели дугового реактора. Он использует его для создания электрических хлыстов, чтобы убить Тони. После того, как ему это не удалось, он привлекает конкурента по бизнесу, Джастина Хаммера, для создания нового костюма для Хаммера. Хотя Ванко позже предаёт его, используя дроны, чтобы убить Тони, а затем пытается убить его с помощью нового костюма-экзоскелета. Он потерпел поражение и погиб в битве с объединёнными силами Старка и Джеймса Роудса, после чего его костюм-экзоскелет самоуничтожился.
По состоянию на 2025 год персонаж появился в фильме «Железный человек 2».

### Варра / Присцилла Дэвис
Ва́рра (актриса — Шарлейн Вудард), также известная как Присци́лла Дэ́вис, — одна из многих скруллов-беженцев на Земле. Влюбилась в Ника Фьюри и вышла за него замуж. Варра притворяется реальной Присциллой Дэвис, умершей от врождённого порока сердца и похороненной в море. Когда Гравик приказывает ей убить Фьюри, она не в состоянии подчиниться.
По состоянию на 2025 год персонаж появился в сериале Disney+ «Секретное вторжение».

### В’Каби
В’Ка́би (актёр — Дэниел Калуя) — вождь Приграничного племени Ваканды, а также лучший друг Т’Чаллы и муж Окойе. Поскольку он отвечает за границы Ваканды, В’Каби и его охранники тренировали бронированных белых носорогов в качестве ударной кавалерии. В’Каби теряет веру в Т’Чаллу, когда ему не удаётся захватить Кло (который убил его родителей десятилетиями ранее, похитив вибраниум), и поддерживает Н’Джадаку, когда он впоследствии занимает трон. Во время финальной битвы Окойе противостоит В’Каби, когда он пытается растоптать М’Баку с помощью бронированного белого носорога, говоря, что она ценит Ваканду больше, чем их любовь. Не желая умирать от рук Окойе или лишать её жизни, В’Каби сдаётся, и остальная часть Приграничного племени делает то же самое.
По состоянию на 2025 год персонаж появился в фильме «Чёрная пантера».

### Вольштагг
Вольшта́гг (актёр — Рэй Стивенсон) — член Воинственной Троицы, изображённый как воин из Асгарда, который любит поесть. Убит Хелой в 2017 году, когда она вторгается в Асгард после освобождения из своего заточения.
По состоянию на 2025 год персонаж появился в трёх фильмах: «Тор», «Тор 2: Царство тьмы» и «Тор: Рагнарёк». Альтернативная версия Вольштагга появляется в мультсериале Disney+ «Что, если…?», где его озвучивает Фред Таташор.

### Мелина Востокофф
Мели́на Восто́кофф (актриса — Рэйчел Вайс) — опытная шпионка, тренировавшаяся в Красной комнате с целью становления «Чёрной вдовой», и приёмная мать Романофф и Беловой. Она также является учёным, которая занимается исследованием методов управления разумом для генерала Дрейкова.
По состоянию на 2025 год персонаж появился в фильме «Чёрная вдова». Её альтернативная версия появилась в мультсериале «Что, если…?», во втором сезоне к её озвучиванию вернулась Рэйчел Вайс, а в третьем её озвучила Кэри Уолгрен.

### Джимми Ву
Джеймс Э. «Джи́мми» Ву (актёр — Рэндалл Парк) — агент ФБР. До 2018 года следил за соблюдением Скоттом Лэнгом домашнего ареста. Позже расследовал аномалии в Уэствью вместе с организацией «М.Е.Ч.», во время чего сформировал команду с Моникой Рамбо и Дарси Льюис.
По состоянию на 2025 год персонаж появился в двух фильмах: «Человек-муравей и Оса» и «Человек-муравей и Оса: Квантомания»; а также в сериале Disney+ «Ванда/Вижн». Его альетрнативная версия появится в предстоящем мультсериале «Зомби Marvel».

### Высший Эволюционер
Вы́сший Эволюционе́р (актёр — Чукуди Ивуджи) — генетик, стремящийся превратить то, что он считает низшими формами жизни, в идеальный вид.
По состоянию на 2025 год персонаж появился в фильме «Стражи Галактики. Часть 3».

## Г

### Г’айа
Г’а́йа (актрисы — сёстры Оден Л. Офулс и Гарриет Л. Офулс, затем Эмилия Кларк) — скрулл, дочь Талоса и Сорен. В детстве пряталась на космической станции на орбите Земли, позже отправилась вместе с другими скруллами и Капитаном Марвел в поисках планеты, где скруллы могли бы поселиться. Повзрослев, примыкает к мятежной группировке скруллов, возглавляемой Гравиком, которая запланировала уничтожить человечество и сделать Землю своим новым домом. Когда Талос рассказывает ей, что её мать погибла от рук Гравика, начинает помогать отцу и Нику Фьюри сражаться со мятежниками, став двойным агентом. Вскоре она вынуждена раскрыть себя. Во время попытки бегства застрелена Гравиком, однако ей удаётся выжить благодаря тому, что перед этим она подвергла себя воздействию технологии на основе сыворотки «Экстремис». Позже выдаёт себя за Ника Фьюри и передаёт Гравику сыворотку «Урожай», содержащую в себе ДНК участников битвы за Землю и некоторых других сверхлюдей. Гравик, думая что перед ним настоящий Фьюри, оставляет Г’айю в устройстве для получения сверхсил, и они оба становятся Супер-скруллами. Г’айа и Гравик сражаются, и Г’айа побеждает и убивает Гравика. Затем её вербует Соня Фолсворт.
По состоянию на 2025 год персонаж появился в фильме «Капитан Марвел» и в сериале Disney+ «Секретное вторжение».

### Мак Гарган
Макдо́нальд «Мак» Га́рган (актёр — Майкл Мэндо) — профессиональный преступник и один из потенциальных покупателей Эдриана Тумса. После встречи с Человеком-пауком Гарган арестован ФБР и клянётся отомстить, ища новых союзников, чтобы помочь ему убить Человека-паука. Он приближается к Тумсу на основе определённых слухов, желая узнать личность Человека-паука, чтобы свести личные счёты. Однако Тумс отрицает, что ему известна его личность.
По состоянию на 2025 год персонаж появился в фильме «Человек-паук: Возвращение домой» и вернется в будущем фильме «Человек-паук: Совершенно новый день». Альтернативная версия Гаргана, ставшая Скорпионом, появилась в мультсериале Disney+ «Ваш дружелюбный сосед Человек-паук».

### Геракл
Гера́кл (актёр — Бретт Голдстин) — сын Зевса, основанный на одноимённом божестве из древнегреческой мифологии. Его отец посылает его выследить Тора в отместку за кражу молнии Зевса.
По состоянию на 2025 год персонаж появился в фильме «Тор: Любовь и гром».

### Гильгамеш
Гильгаме́ш (актёр — Дон Ли) — сильнейший Вечный, который может проецировать экзоскелет космической энергии и становится партнёром Фины в их изгнании от других Вечных. Позже его убил Девиант Кро.
По состоянию на 2025 год персонаж появился в фильме «Вечные».

### Корвус Глэйв
Ко́рвус Глэйв (голос и захват движения в кино — Майкл Джеймс Шоу) — один из приёмных сыновей Таноса. Он присоединился к своему отцу в его поисках шести Камней Бесконечностей, где он сначала напал на корабль «Властитель» вместе с братьями и сестрой и помог убить асгардцев на борту и заполучить Камень Пространства. При попытке забрать Камень Разума у Вижена с Проксимой Полночной, они вступают в битву со Стивом Роджерсом, Наташей Романофф и Сэмом Уилсоном и проигрывают. Во время второй попытки Проксима ведёт аутрайдеров в атаку на Мстителей на земле, чтобы отвлечь внимание от Глэйва, проникающего в лабораторию Шури, чтобы напасть на неё, в результате чего Вижен встаёт на её защиту и выбрасывается вместе с Глэйвом из лаборатории. Роджерс вмешивается в бой, но Глэйв обезвреживает его, прежде чем Вижен убивает Глэйва. Версия Глэйва из прошлого путешествует сквозь время с армией Таноса, чтобы остановить Мстителей, но в конце его убивает Окойе.
По состоянию на 2025 год персонаж появился в двух фильмах: «Мстители: Война бесконечности» и «Мстители: Финал». Альтернативная версия Глэйва появилась в мультсериале Disney+ «Что, если…?», где его озвучивает Фред Таташор.

### Утка Говард
У́тка Го́вард (голос — Сет Грин) — антропоморфная утка, которая когда-то была одним из образцов Коллекционера. Позже он присоединился к Битве за Землю против Таноса.
По состоянию на 2025 год персонаж появился в четырёх фильмах: «Стражи Галактики», «Стражи Галактики. Часть 2», «Мстители: Финал» и «Стражи Галактики. Часть 3». Альтернативная версия Говарда появилась в мультсериале Disney+ «Что, если…?».

### Горр Убийца богов
Горр (актёр — Кристиан Бейл) — последний выживший проповедник бога своей цивилизации, Рапу; после смерти народа и своей дочери Любови и разочарования в Рапу Горр попадает под влияние «странного и ужасающего» некромеча и становится Убийцей богов, галактическим убийцей, стремящимся истребить всех богов во Вселенной. Когда он добирается до Вечности, чтобы пожелать смерти всем высшим существам, Тор и Джейн Фостер освобождают его от влияния некромеча, и он вместо этого просит воскресить Любовь, а вскоре после этого умирает.
По состоянию на 2025 год персонаж появился в фильме «Тор: Любовь и гром».

### Гравик
Гра́вик (актёр — Кингсли Бен-Адир) — лидер вырвавшейся из-под контроля Талоса группировки скруллов-мятежников, считающий, что лучший способ помочь своему народу — это проникнуть в жизнь землян и добыть необходимые ресурсы. Получает способности с помощью воссозданной технологии «Экстремис», а также ДНК Грута и Кула Обсидиана, став суперскруллом.
По состоянию на 2025 год персонаж появился в сериале Disney+ «Секретное вторжение».

### Грандмастер
Грандма́стер (актёр — Джефф Голдблюм) — правитель Сакаара, где он проводит серию игр под названием Состязание чемпионов. Он является братом Коллекционера.
По состоянию на 2025 год персонаж появился в двух фильмах: «Стражи Галактики. Часть 2» (сцена во время титров) и «Тор: Рагнарёк»; и в одном короткометражном фильме «Команда Дэррила». Голдблюм должен был вновь исполнить свою роль в фильме «Тор: Любовь и гром», но сцены с ним были вырезаны из театральной версии. Альтернативные версии Грандмастера появились в мультсериале Disney+ «Что, если…?», в первом и втором сезонах к его роли вернулся Джефф Голдблюм, а в третьем сезоне озвучил Мэтт Френд.

## Д

### Дар-Бенн
Супремор Дар-Бенн (актриса — Зави Эштон) — воительница и Обвинитель Империи Крии, стремившаяся восстановить свою родину после долгой гражданской войны.
По состоянию на 2025 год персонаж появился в фильме «Капитан Марвел 2».

### Валентина Аллегра де Фонтейн
Графиня Валенти́на Алле́гра де Фонте́йн (актриса — Джулия Луи-Дрейфус), также известна под прозвищем Вэл — влиятельная графиня, которая приближается к Джону Уокеру после того, как его лишили звания Капитана Америки после убийства члена «Разрушителей флагов». Графиня сочувствует ему и сообщает, что её работодателям интересны его услуги. Позже она убеждает его принять звание «Агента США». Де Фонтейн также является куратором Елены Беловой, и она вербует её для миссии по убийству Клинта Бартона; выясняется, что клиенткой де Фонтейн, запросившей эту миссию, является Элеонора Бишоп. Де Фонтейн становится новым директором Центрального разведывательного управления, и выясняется, что она бывшая жена агента ЦРУ Эверетта К. Росса и что она хочет, чтобы США закупили у Ваканды вибраниум.
По состоянию на 2025 год персонаж появился в сериале Disney+ «Сокол и Зимний солдат» и фильмах «Чёрная вдова» (камео после титров), «Чёрная пантера: Ваканда навеки» и «Громовержцы*».

### Романн Дей
Ро́манн Дей (актёр — Джон С. Райли) — член Корпуса Нова и связной Питер Квилл и Стражей Галактики. Он был повышен в звании Денариана во время битвы при Ксандаре.
По состоянию на 2025 год персонаж появился в фильме «Стражи Галактики».

### Жак Дернье
Жак Дернье́ (актёр — Бруно Риччи) — французский член Воющих Коммандос, воевавший бок о бок со Стивом Роджерсом во время Второй мировой войны.
По состоянию на 2025 год персонаж появился в фильме «Первый мститель». Альтернативная версия Дернье появилась в мультсериале Disney+ «Что, если…?».

### Джон Джон
Джон Джон (актёр — Ронни Чиэн) — правая рука Сялинь и её диктор в подпольном бойцовском клубе. Позже он присоединяется к организации «Десять колец» после того, как Сялинь становится главой организации.
По состоянию на 2025 год персонаж появился в фильме «Шан-Чи и легенда десяти колец».

### Гейб Джонс
Гэ́бриел «Гейб» Джонс (актёр — Дерек Люк) — афроамериканский член Воющих Коммандос, воевавший бок о бок со Стивом Роджерсом во время Второй мировой войны.
По состоянию на 2025 год персонаж появился в фильме «Первый мститель». Альтернативная версия Джонса появилась в мультсериале Disney+ «Что, если…?».

### Дормамму
Дорма́мму (голос — Бенедикт Камбербэтч и неизвестный британский актёр) — первобытная межпространственная сущность и правитель Тёмного измерения. Он обладает апокалиптическими уровнями сверхъестественной силы. Дормамму стремится поглотить все другие вселенные в своё Тёмное измерение и превратить жертв в безмолвных. Зилоты неверно истолковывают это вечное существование как великодушное долголетие, и Дормамму даёт им часть своей силы. Стивен Стрэндж использует Камень Времени, чтобы заманить себя и Дормамму в бесконечную временную петлю, где он предлагает договориться и умирает каждый раз, когда сущность отказывается. Отчаявшись вырваться из этой петли, Дормамму соглашается на сделку, чтобы покончить с этим в обмен на то, что он заберёт своих зилотов с Земли и никогда не вернётся. Эта версия Дормамму выглядит как массивное лицо, сделанное из пульсирующей мистической энергии, и при этом его полная форма ни разу не видна.
По состоянию на 2025 год персонаж появился в фильме «Доктор Стрэндж». Альтернативная версия Дормамму появилась в мультсериале Disney+ «Что, если…?».

### Древняя
Дре́вняя (актриса — Тильда Суинтон) — бывший Верховный чародей и наставница Стивена Стрэнджа, которую убивает Кецилий. В 2023 году Брюс Бэннер путешествует во времени и отправляется в 2012 год, где он встречается с Древней в Санктум Санкторуме во время своих поисков Камня Времени.
По состоянию на 2025 год персонаж появился в двух фильмах: «Доктор Стрэндж» и «Мстители: Финал». Альтернативная версия Древней появилась в мультсериале Disney+ «Что, если…?»:2.

### Дрейков
Генерал Дре́йков (актёр — Рэй Уинстон) — высокопоставленный офицер советских Вооружённых сил, который исполнял обязанности главы Красной комнаты, руководитель программы «Таскмастер». В 2016 году его убивает Елена Белова.
По состоянию на 2025 год персонаж появился в фильме «Чёрная вдова». Альтернативная версия персонажа появилась в мультсериале Disney+ «Что, если…?», где его озвучил Пётр Майкл.

### Антония Дрейкова / Таскмастер
Антони́я Дре́йкова (актриса — Ольга Куриленко), также известная как Таскма́стер — агент Красной комнаты, которой промыл мозги её отец Дрейков. Она изучает боевой стиль своих противников, чтобы подражать им и научиться использовать его против них:4, и использует технику других супергероев. В какой-то момент Антония стала работать на Валлентину Аллегру де Фонтейн и в 2027 году была послана ею на секретную базу в целях устранить Джона Уокера. Но оказалось, что де Фонтейн заманила туда Антонию, Уокера, а также Елену Белову и Эйву Старр, чтобы они устранили друг друга. В итоге Антонию убивает Эйва.
По состоянию на 2025 год персонаж появился в фильмах «Чёрная вдова» и «Громовержцы*».

### Другой
Друго́й (актёр — Алексис Денисоф) — оригинальный персонаж из КВМ и мрачный лидер инопланетной расы под названием Читаури. Он слуга Таноса и использует телепатические способности. Позже он был убит Ронаном Обвинителем.
По состоянию на 2025 год персонаж появился в двух фильмах: «Мстители» и «Стражи Галактики».

### Друиг
Друи́г (актёр — Барри Кеоган) — отчуждённый Вечный, который может манипулировать разумами других. Он отдаляется от других Вечных, потому что он не согласен с их взаимодействием с человечеством.
По состоянию на 2025 год персонаж появился в фильме «Вечные».

### Дум-Дум Дуган
Ти́моти «Дум-Дум» Ду́ган (актёр — Нил Макдонаф) — член Воющих Коммандос, воевавший бок о бок со Стивом Роджерсом во время Второй мировой войны.
По состоянию на 2025 год персонаж появился в фильме «Первый мститель», а также в короткометражном фильме One-Shot и телесериале, которые оба называются «Агент Картер». Альтернативная версия Дугана появилась в мультсериале Disney+ «Что, если…?».

### Аарон Дэвис
А́арон Дэвис (актёр — Дональд Гловер) — мелкий преступник с чувством морали. Он пытается купить высокотехнологичное огнестрельное оружие у Германа Шульца и Джексона Брайса, но покупку прерывает Человек-паук. Позже герой сталкивается с Аароном, паутиной прикрепляет его руку к его машине и расспрашивает его о планах Эдриана Тумса. Аарон даёт информацию о продаже со своим бывшим знакомым Маком Гарганом и признаётся, что хочет держать оружие подальше от улиц, чтобы защитить своего племянника. Человек-паук уходит, оставляя Аарона прикреплённым в своей машине. В удалённой сцене после титров Аарон пытается использовать свои ключи, чтобы снять паутину, но безуспешно. Он звонит своему племяннику, чтобы сказать, что «у него не получится приехать».
По состоянию на 2025 год персонаж появился в фильме «Человек-паук: Возвращение домой». Аарон в качестве Бродяги вернулся в анимационном фильме «Человек-паук: Паутина вселенных» (2023).

### Шэрон Дэвис
Шэрон Дэвис (актриса — Дебра Джо Рапп) — жительница Уэствью, исполнявшая в ситкоме «Ванда/Вижн» роль «миссис Харт». После снятия чар Ванды с Уэствью осталась жить в городе. К 2026 году умер её супруг Тодд Дэвис, исполнявший роль «Артура Харта». Была выбрана Агатой Харкнесс в состав ковена для похода по Тропе ведьма, но погибла во время первого испытания, и её место заняла Рио Видал.
По состоянию на 2025 год персонаж появился в сериалах Disney+ «Ванда/Вижн» и «Это всё Агата».

### Дэйв
Дэйв (актёр — Тип «T.I.» Харрис) — друг Скотта Лэнга и Луиса, который работает водителем Лэнга во время ограблений. Он любит играть в покер и смотреть футбол. Позже он дразнит Хэнка Пима по поводу ограбления, которое они устроили в его доме, прежде чем он стал одним из его сотрудников.
По состоянию на 2025 год персонаж появился в двух фильмах: «Человек-муравей» и «Человек-муравей и Оса».

### Джек Дюкейн
Джек Дюке́йн (актёр — Тони Далтон) — жених Элеоноры Бишоп, племянник Арманда III и генеральный директор подставной компании «Sloan Limited». В 2024 году Джек, вместе со своим дядей, посещает аукцион чёрного рынка предметов, украденных с базы Мстителей, и крадёт выдвижной меч Ронина. Позже Джек помогает Клинту Бартону в борьбе с Мафией в трениках во время драки Кейт Бишоп с Уилсоном Фиском.
По состоянию на 2025 год персонаж появился в сериалах Disney+ «Соколиный глаз» и «Сорвиголова: Рожденный заново».

## З

### Зевс
Зевс (актёр — Рассел Кроу) — царь Олимпийцев, основанный на одноимённом божестве из древнегреческой мифологи.
По состоянию на 2025 год персонаж появился в фильме «Тор: Любовь и гром». Альтернативная версия персонажа появилась в мультсериале Disney+ «Что, если…?», где его озвучил Дэрин Де Пол.

### Гельмут Земо
Барон Ге́льмут Зе́мо (актёр — Даниэль Брюль) — богатый барон из заковианской королевской семьи, который служил полковником элитного подразделения заковианских коммандос и обвинял Мстителей в их роли в гибели его семьи во время битвы с Альтроном, развивая ненависть к улучшенным личностям в целом. Узнав об объекте, где находится проект «Гидры» «Зимний солдат», и видеозаписи, на которых Баки Барнс убивает родителей Тони Старка, Земо подставляет Барнса, подрывая подписание Заковианского договора в Вене, чтобы узнать местоположение объекта, а затем заманить Старка и Стива Роджерса, чтобы он мог заставить их уничтожить друг друга. Его действия привели к распаду Мстителей. Достигнув своей цели, Земо пытается покончить с собой, но его останавливает Т’Чалла и сдаёт его властям. Эверетт Росс наблюдает за его заключением в тюрьме, где он насмехается над Земо за его неудачу в своих попытках, но Земо указывает на обратное. В 2024 году он сбегает с помощью Барнса и объединяется с ним и Сэмом Уилсоном против Разрушителей флагов ради своих собственных целей. Хотя позже его захватывают Дора Миладже и отправляют в Рафт, Земо организовывает убийство арестованных членов внутреннего круга через своего дворецкого, чтобы свести к минимуму вероятность воспроизведения сыворотки Суперсолдата.
По состоянию на 2025 год персонаж появился в фильме «Первый мститель: Противостояние» и сериале Disney+ «Сокол и Зимний солдат», где Земо ненадолго надевает свою традиционную фиолетовую маску из комиксов.

### Эбеновый Зоб
Эбе́новый Зоб (актёр — Том Вон-Лолор) — приёмный сын Таноса и член Чёрного Ордена, который погибает в космосе после победы Тони Старка и Питера Паркера. Версия Зоба из 2014 года путешествует во времени с силами Таноса, чтобы помешать Мстителям сорвать его планы. Однако все они распадаются, когда Старк использует Перчатку Бесконечности.
По состоянию на 2025 год персонаж появился в двух фильмах: «Мстители: Война бесконечности» «Мстители: Финал». Альтернативная версия Зоба появилась в мультсериале Disney+ «Что, если…?»:2.

### Арним Зола
Доктор А́рним Зо́ла (актёр — Тоби Джонс) — учёный, работающего на «Гидру» и Красного Черепа, пока его не схватил и завербовал «Щ.И.Т.». Зола руководил проникновением «Гидры» в инфраструктуру «Щ.И.Т.а» до того, как неизлечимая болезнь в 70-х годах привела к тому, что он перенёс своё сознание в компьютерную систему в лагере Лихай. В 2014 году его компьютерное сознание отвлекало Стива Роджерса и Наташу Романофф достаточно долго, чтобы лагерь был уничтожен ракетным обстрелом «Гидры».
В альтернативной вселенной Зола попадает в плен к Капитану Пегги Картер, которая стала суперсолдатом вместо Стива Роджерса. В другой вселенной Наташа Романофф заполучает копию сознания Золы, чтобы остановить Альтрона из своей вселенной. Намекается, что у Золы есть цифровые копии его разума, хранящиеся на других базах «Гидры». Несмотря на первоначальную неудачу в перезаписи искусственного интеллекта Альтрона, Зола со второй попытки овладевает телом андроида и сражается с Киллмонгером за Камни Бесконечности, пока их обоих не запирают в карманном измерении Верховный Стивен Стрэндж и Наблюдатель.
По состоянию на 2025 год персонаж появился в двух фильмах: «Первый мститель» и «Первый мститель: Другая война»; а также в эпизоде «Прощание» из телесериала «Агент Картер». Его альтернативные версии появились в мультсериале Disney+ «Что, если…?».

### Зури
Зу́ри (актёры — Форест Уитакер и Дензел Уитакер) — бывший член Воинственных собак и шаман Ваканды, а также доверенный верный советник своего короля. Сохранив секреты Т’Чаки о том, как он справился со смертью Н’Джобу в прошлом, Зури продолжал поддерживать короля Ваканды, когда Т’Чалла занял трон после смерти Т’Чаки. В молодости Зури выдавал себя за американца по имени Джеймс, чтобы следить за Н’Джобу, братом Т’Чаки и предателем, и стал свидетелем его смерти от рук Т’Чаки. Двадцать пять лет спустя Зури назначает сына Т’Чаки, Т’Чаллу, новым королём и наблюдает за борьбой Т’Чаллы с М’Баку в день вызова, вводя жидкость, которая удаляет способности, которые даёт сердцевидная трава. Когда М’Баку побеждён, Зури выполняет ритуал, который включает в себя возвращение способностей. Позже Зури приходится рассказывать Т’Чалле правду о происхождении Эрика Стивенса. Позже Стивенс убивает Зури, когда тот пытается защитить Т’Чаллу, обвиняя его в том, что он ничего не сделал, чтобы защитить Н’Джобу.
По состоянию на 2025 год персонаж появился в фильме «Чёрная пантера».

## И

### Икарис
Ика́рис (актёр — Ричард Мэдден) — Вечный, который умеет летать, стрелять из глаз космической энергией и обладает сверхчеловеческой силой. Он также был романтическим партнёром Серси, прежде чем бросить её тысячи лет назад. В 2024 году он скармливает Аяк Девиантам, прежде чем воссоединиться с остальными Вечными на Земле, после чего он предаёт команду, чтобы выполнить указания Аришема. Однако он не может заставить себя убить Серси и не может помешать Вечным остановить «пробуждение» Тиамута.
По состоянию на 2025 год персонаж появился в фильме «Вечные». Его альтернативная версия появится в предстоящем мультсериале «Зомби Marvel».

### Инь Ли
Инь Ли. (актриса — Фала Чэнь) — жена Венву, мать Шан-Чи и Сялинь, которая была защитницей деревни Та Ло. Из-за любви к Инь Ли, Венву распускает организацию «Десять колец» и проводит время с ней и детьми. Её смерть от рук Железной банды побуждает Венву возобновить свою преступную деятельность. Обитатель Тьмы использует голос Ли, чтобы заставить Венву освободить его. Будучи изначально созданной для КВМ, Ли позже была интегрирована в основную Вселенную Marvel как Цзян Ли, настоящая мать Шан-Чи в Marvel Comics.
По состоянию на 2025 год персонаж появился в фильме «Шан-Чи и легенда десяти колец».

### Инь Нань
Инь Нань (актриса — Мишель Йео) — защитница деревни Та Ло, тётя Шан-Чи и Сялинь и сестра Инь Ли. Нань дарит своему племяннику и племяннице доспехи, изготовленные из драконьей чешуи, и учит Шан-Чи боевому стилю Та Ло. Инь Нань возглавляет защиту деревни от организации «Десять колец», а позже от Обитателя Тьмы.
По состоянию на 2024 год персонаж появился в фильме «Шан-Чи и легенда десяти колец». Альтернативная версия персонажа появилась в мультсериале Disney+ «Что, если…?», где её озвучила Мишель Вонг.

### Хо Инсен
Доктор Хо И́нсен (актёр — Шон Тоуб) — инженер, который помог спасти жизнь Тони Старка, создав электромагнит, который удерживает шрапнель от попадания в его сердце. Позже он помогает Старку построить броню, чтобы сбежать от террористов, которые похитили их обоих. Затем он жертвует своей жизнью, чтобы позволить Тони сбежать, и его последними словами были: «Не потрать свою жизнь зря, Старк».
По состоянию на 2025 год персонаж появился в двух фильмах: «Железный человек» и «Железный человек 3» (камео).

### Джейсон Ионелло
Дже́йсон Ионе́лло (актёр — Хорхе Лендеборг-мл.) — бывший студент Мидтаунской школы науки и технологий и соведущий программы Midtown News вместе с Бетти Брант. В 2018 году он стал жертвой Скачка, но был возрождён к жизни в 2023 году.
По состоянию на 2025 год персонаж появился в двух фильмах: «Человек-паук: Возвращение домой» и «Человек-паук: Вдали от дома».

## Й

### Йон-Рогг
Йон-Рогг (актёр — Джуд Лоу) — лидер «Звёздной силы», который ведёт войну против Скруллов. Выслеживая бывшего учёного Крии Мар-Велл, который скрывается на Земле под именем доктора Венди Лоусон, он сталкивается с Кэрол Дэнверс, которая разрушает энергетическое ядро, которое наполняет её силой. Йон-Рогг забирает её обратно на Халу, переливает Кэрол свою кровь, чтобы спасти ей жизнь, и изменяет её воспоминания, чтобы она думала, что она является Крии по имени Верс. Он наставляет и обучает её быть солдатом, но во время операции она отделяется от остальной части «Звёздной силы» и приземляется на Землю. Йон-Рогг идёт за ней, но обнаруживает, что Дэнверс перешла на другую сторону после того, как Скрулл по имени Талос помог ей восстановить память. «Звёздная сила» захватывает Дэнверс, Талоса и группу беженцев-Скруллов, но Дэнверс удаётся вырваться из-под власти Йон-Рогга и Высшего Разума, полностью раскрыв свой потенциал, чтобы отбросить и победить нескольких членов «Звёздной силы». Йон-Рогг просит помощи у Ронана Обвинителя, но Дэнверс срывает его нападение на Землю. В их последнем противостоянии Дэнверс побеждает Йон-Рогга. После этого она отправляет его обратно на Халу, чтобы передать своё послание Высшему Разуму.
По состоянию на 2025 год персонаж появился в фильме «Капитан Марвел». Его альтернативная версия появилась во втором сезоне мультсериала «Что, если…?»

## К

### Каххори
Каххо́ри (актриса озвучивания — Девери Джейкобс) — коренная жительница племени ирокезов XV века, которая в результате нападения испанских конкистадоров получает сверхспособности при помощью Камня Пространства. С помощью своих сил спасает своё племя от гибели и затем пытается заключить мир между племенами и царствами.
По состоянию на 2025 год персонаж появился во втором и третьем сезонах сериала Disney+ «Что, если…?».

### Казимир Казимирчак
Казими́р «Ка́зи» Казимирча́к (актёр — Фра Фи) — видный член «Мафии в трениках», личный сурдопереводчик Майи Лопес, которая была его другом с самого детства.
По состоянию на 2025 год персонаж появился в сериале Disney+ «Соколиный глаз».

### Камран
Камра́н (актёр — Риш Шах) — мальчик, в которого влюблена Камала. Джинн и бывший член Кландестинов, впоследствии бежит в Пакистан и присоединяется к Красным кинжалам. После смерти своей матери, Наджмы, и закрытия завесы Нур получает способности, схожие с силами Мисс Марвел.
По состоянию на 2025 год персонаж появился в сериале Disney+ «Мисс Марвел».

### Кейси
Ке́йси, также известный как Фрэнк Моррис (актёр — Юджин Кордеро) — сотрудник организации «Управление временными изменениями» (УВИ). Работает в бюрократическом отделе, собирая улики по делам вариантов. В новом УВИ является Охотником на вариантов.
По состоянию на 2025 год персонаж появился в первом и втором сезонах сериала Disney+ «Локи».

### Карим / Красный кинжал
Кари́м (актёр — Арамис Найт) — член Красных кинжалов, который был выбран для ношения мантии воина Красного кинжала.
По состоянию на 2025 год персонаж появился в сериале Disney+ «Мисс Марвел».

### Карина
Карина́ (актриса — Офелия Ловибонд) — рабыня Коллекционера. Погибает, схватив Камень Силы.
По состоянию на 2025 год персонаж появился в двух фильмах: «Тор 2: Царство тьмы» (сцена посреди титров) и «Стражи Галактики». Альтернативная версия Карины появилась в мультсериале Disney+ «Что, если…?»:2.

### Бруно Каррелли
Бру́но Карре́лли (актёр — Мэтт Линтц) — лучший друг Камалы Хан.
По состоянию на 2025 год персонаж появился в сериале Disney+ «Мисс Марвел».

### Митчелл Карсон
Ми́тчелл Ка́рсон (актёр — Мартин Донован) — глава отдела обороны «Щ.И.Т.», тайно работающий на «Гидру». Когда Хэнк Пим обнаруживает, что «Щ.И.Т.» пытается воспроизвести его частицы Пима, он противостоит Карсону, Пегги Картер и Говарду Старку. Десятилетия спустя Карсон вступает в союз с бывшим протеже Пима, ставшим его противником, Дарреном Кроссом, которому удалось успешно воспроизвести частицы Пима. Во время конфронтации между их командами Карсон скрывается с частицами.
По состоянию на 2025 год персонаж появился в фильме «Человек-муравей».

### Шэрон Картер / Агент 13 / Торговец силой
Шэ́рон Ка́ртер (актриса — Эмили Ванкэмп), также известная как Аге́нт 13 — племянница Пегги Картер. Сначала она появляется как агент «Щ.И.Т.», а затем и ЦРУ, прежде чем скрыться в Мадрипуре, где она тайно работает в качестве Торговца силой.
По состоянию на 2025 год персонаж появился в двух фильмах: «Первый мститель: Другая война» и «Первый мститель: Противостояние»; а также в сериале Disney+ «Сокол и Зимний солдат». Альтернативные версии Шэрон Картер появились в мультсериале Disney+ «Что, если…?».

### Джейсон Квилл
Дже́йсон Квилл (актёр — Грегг Генри) — отец Мередит Квилл, дед Питера Квилла.
По состоянию на 2025 год персонаж появился в трёх фильмах: «Стражи Галактики», «Стражи Галактики. Часть 2» и «Стражи Галактики. Часть 3».

### Мередит Квилл
Ме́редит Квилл (актриса — Лора Хэддок) — мать Питера Квилла и бывшая любовница Эго. Она встретила Эго, влюбилась в него и забеременела их сыном. Она любила поп-музыку и подарила Питеру свой плеер вместе со своими микстейпами. Позже она умирает от рака мозга, не подозревая, что Эго поместил ей в голову опухоль, чтобы удостовериться, что она не отвлекает его.
По состоянию на 2025 год персонаж появился в двух фильмах: «Стражи Галактики» и «Стражи Галактики. Часть 2».

### Кецилий
Кеци́лий (актёр — Мадс Миккельсен) — чародей и бывший мастер мистических искусств, последователь Дормамму.
По состоянию на 2025 год персонаж появился в фильме «Доктор Стрэндж». Альтернативная версия персонажа появилась в мультсериале Disney+ «Что, если…?», где его озвучил Джаред Батлер.

### Олдрич Киллиан
О́лдрич Ки́ллиан (актёр — Гай Пирс) — один из разработчиков вируса Экстремис. В КВМ он также изображён как основатель Агентства инновационной механики (А.И.М.). Начав как хилый человек, которого в прошлом проигнорировал Тони Старк, он поклялся отомстить. Много лет спустя Киллиан участвует в разработке Экстремиса Майи Хансен, чтобы вылечить себя, основывает террористическое движение с группой усиленных Экстремисом солдат под его командованием и выдаёт себя за Мандарина, чтобы уничтожить Железного человека, но его в итоге убивает усиленная Экстремисом Пеппер Поттс.
По состоянию на 2025 год персонаж появился в фильме «Железный человек 3».

### Кинго
Ки́нго (актёр — Кумэйл Нанджиани) — Вечный, который может стрелять снарядами космической энергии из своих рук. Очарованный славой, Кинго становится популярной звездой Болливуда, чтобы влиться в земное общество. У него также есть продюсерская компания в Мумбаи.
По состоянию на 2025 год персонаж появился в фильме «Вечные». Альтернативная версия персонажа появилась в мультсериале Disney+ «Что, если…?».

### Харли Кинер
Ха́рли Ки́нер (актёр — Тай Симпкинс) — ребёнок из Теннесси, который в 2012 году помогает Тони Старку после разрушения его особняка и продолжающихся нападений «Мандарина» (Олдрича Киллиана). В 2023 году Кинер появляется на похоронах Старка.
По состоянию на 2025 год персонаж появился в двух фильмах: «Железный человек 3» и «Мстители: Финал» (камео).

### Клеа
Кле́а (актриса — Шарлиз Терон) — чародейка из Тёмного измерения, которая пришла на Землю, чтобы заручиться помощью Стивена Стрэнджа.
По состоянию на 2025 год персонаж появился в фильме «Доктор Стрэндж: В мультивселенной безумия» (камео после титров).

### П. Клири
П. Кли́ри (актёр — Ариан Моайед) — агент Департамента по ликвидации разрушений. Клири руководил допросами Питера Паркера, его друзей и семьи, когда Мистерио раскрыл его тайную личность как Человека-паука. Клири также выразил заинтересованность в расследовании инцидента на AvengerCon в Нью-Джерси.
По состоянию на 2025 год персонаж появился в фильме «Человек-паук: Нет пути домой» и в сериале Disney+ «Мисс Марвел».

### Улисс Кло
У́лисс Кло (актёр — Энди Серкис) — южно-африканский торговец оружием на чёрном рынке, контрабандист и гангстер, который специализируется на продаже украденного вибраниума из Ваканды. Потеряв руку из-за разъярённого Альтрона, Кло использует звуковое оружие-протез и работает с Н’Джадакой, пока тот не убивает его.
По состоянию на 2025 год персонаж появился в двух фильмах: «Мстители: Эра Альтрона» и «Чёрная пантера». Альтернативная версия Кло появилась в мультсериале Disney+ «Что, если…?».

### Космо Космическая собака
Ко́смо Косми́ческая соба́ка (актёры: собака Фред, а затем — собака Слейт; голос — Мария Бакалова) — разумная собака, которую СССР отправил в космос.
По состоянию на 2025 год персонаж появился в четырёх фильмах: «Стражи Галактики», «Стражи Галактики. Часть 2», «Стражи Галактики: Праздничный спецвыпуск» и «Стражи Галактики. Часть 3».

### Корат
Кора́т (актёр — Джимон Хонсу) — член «Звёздной силы» во время войны Скруллов и Крии, прежде чем стать солдатом Ронана Обвинителя, во время работы с котором он пошёл против Таноса и сражался со Стражами Галактики, но его в конечном счёте убивает Дракс.
По состоянию на 2025 год персонаж появился в двух фильмах: «Стражи Галактики» и «Капитан Марвел». Альтернативная версия Кората появилась в мультсериале Disney+ «Что, если…?».

### Корг
Корг (голос и захват движения — Тайка Вайтити) — кронанский воин, которого заставили участвовать в Состязании чемпионов на Сакааре вместе со своим лучшим другом Миком. Позже он возглавляет восстание против Грандмастера и сбегает с планеты с помощью Тора, после чего сражается, чтобы защитить выживших в Асгарде от Хелы, потом отправился с выжившими, которые спаслись от нападения Таноса на их корабль, чтобы защитить их, и отправляется на Землю. К 2023 году он живёт в норвежском городе Тёнсберг, который теперь называется Новый Асгард, живя в пансионе вместе с Тором и Миком и играет в онлайн-игры.
По состоянию на 2025 год персонаж появился в трёх фильмах: «Тор: Рагнарёк», «Мстители: Финал» и «Тор: Любовь и гром». Альтернативная версия Корга появилась в мультсериале Disney+ «Что, если…?».

### Крайлар
Лорд Кра́йлар (актёр — Билл Мюррей) — губернатор Аксии, города, расположенного в Квантовом мире.
По состоянию на 2025 год персонаж появился в фильме «Человек-муравей и Оса: Квантомания».

### Кро
Кро (голос — Билл Скарсгард) — Девиант, который презирает Вечных. Его убивает Фина.
По состоянию на 2025 год персонаж появился в фильме «Вечные».

### Даррен Кросс / Жёлтый шершень / М.О.Д.О.К.
Доктор Да́ррен Кросс (актёр — Кори Столл), также известный как Жёлтый ше́ршень — бывший протеже Хэнка Пима. Он пытается воссоздать формулу частиц Пима и продать её «Гидре», но ему мешают Скотт Лэнг, Пим и дочь Пима, Хоуп ван Дайн. Разгадав формулу Пима, Даррен создаёт костюм и называет его «Желтый шершень». Скотт Лэнг вступает в битву с Дарреном и в результате битвы, Кросс скачкообразно уменьшается до субатомного размера в Квантовом мире и становится мутировавшим, кибернетически усовершенствованным существом с гигантской головой, известным в квантовом мире как М.О.Д.О.К. (Мобильный Организм Для Обнуления Квантовой жизни). Через несколько лет после попадания в Квантовый мир, Даррен попадает во владения Канга Завоевателя, и начинает работать на него. С помощью технологий Канга, М.О.Д.О.К. засекает сигнал Кэсси Лэнг и перемещает её, Скотта Лэнга, Хэнка Пима, Джанет ван Дайн и Хоуп ван Дайн в Квантовый мир. В финальной битве с Кангом, Кэсси переубеждает Даррена отказаться от сотрудничества с Кангом, и в результате битвы с Кангом, жертвует собой, повреждая костюм Канга. После этого Даррен мирно умирает в окружении семьи Пимов.
По состоянию на 2025 год персонаж появился в двух фильмах: «Человек-муравей» и «Человек-муравей и Оса: Квантомания»; а также в вирусной маркетинговой кампании «WHIH Newsfront».

### Кругарр
Кру́гарр (актёр — Джаред Гор) — Лем, представитель расы чрезвычайно долгоживущих червеобразных существ. Он является колдуном и капитаном своей собственной фракции Опустошителей. В прошлом он также был одним из членов фракции Стакара Огорда.
По состоянию на 2025 год персонаж появился в фильмах «Стражи Галактики. Часть 2» (был создан с помощью компьютерной графики без участия актёра) и «Стражи Галактики. Часть 3».

### Хайнц Крюгер
Ха́йнц Крю́гер (актёр — Ричард Армитидж) — лучший наёмный убийца Красного Черепа, который убивает Абрахама Эрскина.
По состоянию на 2025 год персонаж появился в фильме «Первый мститель». Альтернативная версия Крюгера появилась в мультсериале Disney+ «Что, если…?».

### Курт
Курт (актёр — Дэвид Дастмалчян) — друг и сосед по комнате Скотта Лэнга и Луиса, который работает хакером команды во время ограблений. Он, Луис и Дэйв вместе известны как «Три копытных». В 2021 году Дэвид Дастмалчян сообщил, что фамилия Курта была «Горештер».
По состоянию на 2025 год персонаж появился в двух фильмах: «Человек-муравей» и «Человек-муравей и Оса». Альтернативная версия Курта появилась в мультсериале Disney+ «Что, если…?»:2.

### Кэти
Кэ́ти (актриса — Аквафина), также известна как Руйвень — работница отеля и лучшая подруга Шан-Чи, которая не знает о его прошлом. .
По состоянию на 2025 год персонаж появился в фильме «Шан-Чи и легенда десяти колец». Альтернативная версия Кэти появится в мультсериале «Зомби Marvel».

## Л

### Лайла
Ла́йла (голос — Линда Карделлини) — выдра, генетически усовершенствованная Высшим Эволюционером. Она входила в Группу 89 вместе с Зубнем, Полей и Ракетой. Лайла верила в то, что однажды они будут жить на Контр-Земле, однако Ракета сообщил, что Высший Эволюционер хочет их убить. Едва Ракета освободил её, она была убита Высшим Эволюционером.
По состоянию на 2025 год персонаж появился в одном фильме: «Стражи Галактики. Часть 3».

### Лафей
Лафе́й (актёр — Колм Фиори) — король Ледяных великанов, основанный на Лаувейи из скандинавской мифологии. Он оказывается биологическим отцом Локи, который бросил его в детстве из-за его маленьких размеров. Лафей питает сильную ненависть к Одину за своё поражение в битве при попытке завоевать Землю. Локи убеждает Лафея самому захватить Асгард, но предаёт и убивает Лафея, чтобы доказать, что он достоин Одина.
По состоянию на 2025 год персонаж появился в фильме «Тор».

### Нед Лидс
Нед Лидс (актёр — Джейкоб Баталон) — лучший друг Питера Паркера. Нед — первый человек, кроме Тони Старка и Хэппи Хогана, который обнаружил личность Питера как Человека-паука. Он пал жертвой Скачка в 2018 году, но вернулся к жизни в 2023 году. В 2024 году, после разоблачения секретной личности Паркера всему миру, заявления Неда, Эм-Джей и Паркера в университет были впоследствии отклонены из-за противоречий, несмотря на снятие с него уголовных обвинений. Когда злодеи из альтернативных реальностей попадают в их вселенную, Нед и Эм-Джей помогают Паркеру собрать перемещённых злодеев в Санктум Санкторуме. После инсценированного переворота альтернативного Нормана Озборна, в результате которого злодеи вырвались из плена, а тётя Питера Мэй погибла в процессе, когда её убил Озборн, Нед случайно вызывает двух альтернативных Человеков-пауков, называемых «Питер-2» и «Питер-3», которые помогают Паркеру из основной вселенной излечивать злодеев. Нед и Эм-Джей прощаются с Паркером в последний раз, прежде чем Стивен Стрэндж накладывает заклинание, которое стирает воспоминания мира о Паркере и отправляет перемещённых персонажей обратно в их реальности, полностью уничтожая дружбу Неда с Паркером.
По состоянию на 2025 год персонаж появился в пяти фильмах: «Человек-паук: Возвращение домой», «Мстители: Война бесконечности», «Мстители: Финал» (камео), «Человек-паук: Вдали от дома» и «Человек-паук: Нет пути домой», а также в веб-сериале «The Daily Bugle». Он вернётся в предстоящем фильме «Человек-паук: Совершенно новый день».

### Лиз
Лиз А́ллан (актриса — Лора Харриер) — старшеклассница Мидтаунской школы наук и технологий, которая возглавляет команду по декатлону. Она — дочь Эдриана Тумса и первоначальный любовный интерес Питера Паркера.
По состоянию на 2025 год персонаж появился в фильмах «Человек-паук: Возвращение домой» и «Человек-паук: Нет пути домой» (архивные кадры и фотографии).

### Лист
Доктор Лист (актёр — Генри Гудман) — учёный «Гидры», который проводил эксперименты над скипетром Локи и близнецами Максимофф.
По состоянию на 2025 год персонаж появился в двух фильмах: «Первый мститель: Другая война» (камео) и «Мстители: Эра Альтрона»; а также в телесериале «Агенты „Щ.И.Т.“».

### Майя Лопес
Ма́йя Ло́пес (актриса — Алаква Кокс) — глухонемая коренная американка. Потомок древнего рода племени чокто, дочь преступника Уильяма Лопеса и глухонемой Талоа. В 2007 году враги отца испортили у семейного автомобиля тормоза, в результате чего автомобиль с Талоа и Майей попал в ДТП, Талоа погибла, а Майи ампутировали правую ногу. В том же году Уильям вместе с дочерью переезжает в Нью-Йорк и начинает работать на криминального авторитета Уилсона Фиска, который берёт Майю под опеку. После щелчка Таноса, Фиск наводит на Уильяма Клинта Бартона, объявившего вендетту выжившим преступникам под именем Ронин, и тот смертельно ранит Уильяма, который умирает на руках у Майи. После этого Майя начинает сама работать на Фиска и на первом задании сталкивается с Сорвиголовой. В 2024 году она командует «Мафией в трениках», которая охотится на Клинта Бартона и Кейт Бишоп. После того, как Бартон раскрывает ей правду о том, что убил её отца по наводке Фиска, Майя прекращает преследовать его и Кейт, и стреляет в Фиска, но тот выживает. Через пять месяцев Майя возвращается в родной город в Алабаме и совершает диверсию, проникнув в железнодорожный вагон и подложив бомбу в ящик с оружием, доставляемого для Фиска. В итоге Фиск находит Майю и предлагает возобновить сотрудничество, но Майя отказывается. Тогда Фиск берёт в заложники её бабушку Чулу и двоюродную сестру Бонни, но во всех троих пробуждается сила предков, и они побеждают людей Фиска. Майя, использую способность матери к исцелению, пытается восстановить Фиску глаз, но этим лишь вызывает у него воспоминания о трудном детстве. В конце концов Фиск оставляет Майю и её семью и покидает Алабаму.
По состоянию на 2025 год персонаж появился в сериалах Disney+ «Соколиный глаз» и «Эхо».

### Уильям Лопес
Уи́льям Ло́пес (актёр — Зан Маккларнон) — отец Майи Лопес и бывший лидер «Мафии в трениках». В 2007 году после гибели жены в автокатастрофе переехал вместе с дочерью из Алабамы в Нью-Йорк и стал работать на Уилсона Фиска. После щелчка Таноса Лопес был убит по наводке Фиска Клинтом Бартоном, действующим в то время под именем Ронин.
По состоянию на 2025 год персонаж появился в сериалах Disney+ «Соколиный глаз» и «Эхо».

### Луис
Луи́с (актёр — Майкл Пенья) — лучший друг Скотта Лэнга, который выступал в качестве его бывшего криминального связного.
По состоянию на 2025 год персонаж появился в двух фильмах: «Человек-муравей» и «Человек-муравей и Оса».

### Дарси Льюис
Доктор Да́рси Лью́ис (актриса — Кэт Деннингс) — оригинальный комичный персонаж в КВМ. В первых двух фильмах о Торе она изучает политологию в Университете Калвера и является добровольным научным сотрудником астрофизика Джейн Фостер для получения зачётов в колледже. К 2023 году у неё есть докторская степень по астрофизике, и её вызывает «М.Е.Ч.», чтобы помочь исследовать Уэствью.
По состоянию на 2025 год персонаж появился в трёх фильмах: «Тор», «Тор 2: Царство тьмы» и «Тор: Любовь и гром»; а также в сериале Disney+ «Ванда/Вижн». Альтернативные версии Дарси Льюис появились в мультсериале Disney+ «Что, если…?»:2.

### Кэсси Лэнг
Касса́ндра «Кэ́сси» Лэнг (актрисы — Эбби Райдер Фортсон, Эмма Фурманн и Кэтрин Ньютон) — дочь Скотта Лэнга и Мэгги. Её родители развелись из-за преступной деятельности отца, и у матери завязались отношения с полицейским Джимом Пакстоном. В 2015 году её берёт в заложники Даррен Кросс / Жёлтый шершень, и тогда Кэсси узнаёт, что её отец — Человек-муравей. В 2018 году она выражает желание стать партнёром отца и знакомится с Хоуп ван Дайн. Она переживает Скачок и в 2023 году воссоединяется с отцом, освободившемся из Квантового измерения. Интересуясь квантовым миром, Кэсси работала с Хэнком Пимом над созданием квантового спутника, а также своей собственной версией костюма Человека-муравья. В 2026 году она показала свой спутник отцу, но его взломали, и она, её отец и Хоуп с родителями затягиваются в Квантовый мир. Там она и Скот узнали о Мультивселенной и столкнулись с Кангом Завоевателем, а также снова встретили Кросса, ставшего МОДОКом.
По состоянию на 2025 год персонаж появился в четырёх фильмах: «Человек-муравей», «Человек-муравей и Оса», «Мстители: Финал» и «Человек-муравей и Оса: Квантомания».

### Любовь
Любо́вь (актриса — Индия Хемсворт) — дочь Горра Убийцы богов.
По состоянию на 2025 год персонаж появился в фильме «Тор: Любовь и гром».

## М

### Маккари
Макка́ри (актриса — Лорен Ридлофф) — глухонемая Вечная, способная двигаться со сверхзвуковой скоростью. Подразумевается, что она питает романтические чувства к Друигу.
По состоянию на 2025 год персонаж появился в фильме «Вечные».

### Хэнк Маккой / Зверь
Доктор Генри Филип «Хэнк» Маккой (актёр — Келси Грэммер) — мутант и члены Людей Икс, более известный как Зверь.
Грэммер вернулся к своей роли из фильмов «Люди Икс: Последняя битва» (2006) и «Люди Икс: Дни минувшего будущего» (2014) в фильме «Капитан Марвел 2» (2023). Он вернётся в фильме «Мстители: Судный день».

### Билли Максимофф
Уи́льям «Би́лли» Ма́ксимофф (актёры — Бейлен Билиц, Джулиан Хиллиард и Джо Лок) — сын Ванды Максимофф и воссозданного ею Вижна, брат-близнец Томми Максимоффа. Основан на одноимённом персонаже комиксов Marvel. Билли обладает магическими способностями, подобными способностям его матери (обладает телекинетическими и телепатическими способностями). Благодаря способностям Ванды, Билли рождается менее чем за день, и к концу следующего дня он самостоятельно взрослеет до десяти лет. После снятия гекса душа Билли вселяется в тело подростка Уильяма Каплана, погибшего в произошедшей рядом с Уэствью автокатастрофе. В 2026 году он проникает в Уэствью и снимает чары матери с Агаты Харкнесс, чтобы она помогла ему пройти по Тропе ведьм, где он надеется вернуть брата. Позже Билли узнаёт, что Тропа это была выдумка Агаты, а он сам её и создал. После того, как Агата отдаётся Смерти, Билли и её призрак отправляются на поиски Томми.
В альтернативной вселенной, обозначенной как Земля-838, Билли живёт со своей матерью и братом-близнецом, и он боится Ванду из основной вселенной, когда она появляется в их вселенной как Алая ведьма.
По состоянию на 2025 год персонаж появился в сериалах Disney+ «Ванда/Вижн» и «Это всё Агата». Его вариант с Земли-838 появился в фильме «Доктор Стрэндж: В мультивселенной безумия».

### Томми Максимофф
То́мас «То́мми» Ма́ксимофф (актёры — Гэвин Бордерс и Джетт Клайн) — сын Ванды Максимофф и воссозданного ею Вижна, брат-близнец Билли. Основан на одноимённом персонаже комиксов Marvel. Томми обладает сверхскоростью. Как и Билли, он рождается за один день, а на следующий день взрослеет до десяти лет. После снятия гекса, Томми распадается, однако его голос позже слышит Ванда при изучении «Даркхолда».
В альтернативной вселенной, обозначенной как Земля-838, Томми живёт со своей матерью и братом-близнецом, и он боится Ванду из основной вселенной, когда она появляется в их вселенной как Алая ведьма.
По состоянию на 2025 год персонаж появился в сериале Disney+ «Ванда/Вижн». Его вариант с Земли-838 появился в фильме «Доктор Стрэндж: В мультивселенной безумия».

### Мэри Макферран / Титания
Мэ́ри Макфе́рран (актриса — Джамила Джамил), также известная как Тита́ния — влиятельная пользовательница социальных сетей с невероятной силой, которая помешана на Женщине-Халке и в конечном итоге становится её соперницей.
По состоянию на 2025 год персонаж появился в сериале Disney+ «Женщина-Халк: Адвокат».

### Малекит
Ма́лекит Про́клятый (актёр — Кристофер Экклстон) — король Тёмных эльфов, который противостоит Тору в 2013 году.
По состоянию на 2025 год персонаж появился в фильме «Тор 2: Царство тьмы». Альтернативная версия персонажа появилась в мультсериале Disney+ «Что, если…?», где его озвучил Стивен Френч.

### Гидеон Малик
Ги́деон Мали́к (актёр — Пауэрс Бут) — оригинальный персонаж КВМ, игравшим небольшую роль одного из членов Мирового Совета Безопасности. Позже стало известно, что он является тайным агентом «Гидры».
По состоянию на 2025 год персонаж появился в фильме «Мстители» и в сериале «Агенты „Щ.И.Т.“».

### Мар-Велл
Мар-Ве́лл (актриса — Аннетт Бенинг) — учёный Крии, отвергшая войну своего вида со скруллами, Мар-Велл бежала на Землю в 1980-х годах и приняла псевдоним доктора Венди Лоусон, физика проекта «Пегас». Используя Тессеракт, она стремилась разработать экспериментальный двигатель, который позволил бы скруллам поселиться за пределами досягаемости Империи Крии. Её убивает Йон-Рогг, хотя её удалось приказать Кэрол Дэнверс уничтожить двигатель, прежде чем Йон-Рогг сможет захватить устройство. Высший Разум позже принимает её облик во время беседы с Дэнверс.
По состоянию на 2025 год персонаж появился в фильме «Капитан Марвел». Альтернативная версия Мар-Велл, озвученная Кери Томбациан, появилась во втором сезоне мультсериала Disney+ «Что, если…?».

### Мартинекс
Ма́ртинекс (актёр — Майкл Розенбаум) — член команды Опустошителей Стакара Огорда. Он навещает Йонду Удонту на Контраксии вместе со Стакаром, чтобы напомнить ему, что он находится в изгнании за нарушение кодекса Разрушителей. После того, как Йонду жертвует собой, чтобы спасти Питера Квилла, Мартинекс и Стакар тронуты его жертвой, и он и другие Опустошители посещают его похороны. Они вдвоём решают собрать остальную часть команды вместе, чтобы почтить его.
По состоянию на 2025 год персонаж появился в фильмах «Стражи Галактики. Часть 2» и «Стражи Галактики. Часть 3».

### М’Баку
М’Ба́ку (актёр — Уинстон Дьюк) — лидер племени ренегатов Джабари, которые избегают технологического общества Ваканды и испытывают религиозное почтение гориллам, например, украшая свои доспехи белыми шкурами горилл и поклоняясь богу горилл Хануману как часть сложной индо-африканской религии, а не богу пантер Баст. В 2016 году М’Баку бросает вызов Т’Чалле за контроль над Вакандой. Когда он терпит поражение в бою, последний убеждает его сдаться. М’Баку отвечает ему взаимностью, присматривая за тяжело раненым телом Т’Чаллы после его боя с Эриком Киллмонгером и соглашаясь присмотреть за Рамондой. Поначалу он отклоняет просьбу Т’Чаллы помочь в битве с Н’Джадакой, но в конечном счёте передумывает и ведёт Джабари в бой против него. После смерти Н’Джадаки, М’Баку получает место в национальном совете Ваканды. В 2018 году он и Джабари присоединяются к армии Ваканды и Мстителям в битве с аутрайдерами и выживает во время Скачка. В 2023 году он присоединяется к армии Ваканды, Мстителям и их союзникам в финальной битве против Таноса и его армии.
По состоянию на 2025 год персонаж появился в четырёх фильмах: «Чёрная пантера», «Мстители: Война бесконечности», «Мстители: Финал» и «Чёрная пантера: Ваканда навеки». Он вернётся в фильме «Мстители: Судный день».

### Мейнфрейм
Ме́йнфрейм (голос — Майли Сайрус, затем Тара Стронг) — искусственный интеллект и капитан Опустошителей, а также член оригинальной команды Стакара Огорда.
По состоянию на 2025 год персонаж появился в фильмах «Стражи Галактики. Часть 2» и «Стражи Галактики. Часть 3».

### Рик Мейсон
Рик Ме́йсон (актёр — О.Т. Фагбенли) — союзник Наташи Романофф в «Щ.И.Т.», который помогает ей в 2016 году, пока она находится в бегах.
По состоянию на 2025 год персонаж появился в фильме «Чёрная вдова» и сериале Disney+ «Секретное вторжение».

### Финес Мейсон
Фи́нес Ме́йсон (актёр — Майкл Чернус) — производитель оружия и член спасательной команды вместе с Эдрианом Тумсом, Германом Шульцем и Джексоном Брайсом. Когда спасательная компания оказывается не у дел из-за Департаментом по Контролю Ущерба, Мейсон помогает Тумсу украсть оставшиеся технологии из битв Мстителей и создать из них современное оружие, такое как лётный костюм Тумса и модифицированные версии вибровзрывных перчаток Брока Рамлоу. В то время как его помощники были побеждены Человеком-пауком и арестованы властями, судьба Мейсона остаётся неизвестной.
По состоянию на 2025 год персонаж появился в фильме «Человек-паук: Возвращение домой».

### Мик
Мик — сакаарианский инсектоидный воин. Эта версия персонажа является личиночным существом, в отличие от гуманоидного плотвы, и первоначально использует в бою экзоскелет, оснащённый лезвиями. Освободившись из тюрьмы Грандмастера, Мик сражается вместе с Тором и Коргом и присоединяется к асгардскому народу в их путешествии на Землю после разрушения Асгарда. Вместе с Коргом он переживает нападение Таноса на асгардский звездолёт и Скачок. Он находит новый дом с асгардцами в Новом Асгарде в Норвегии. Мик участвует в финальной битве возле разрушенной штаб-квартиры Мстителей против Таноса и его армии. Некоторое время спустя Мик превращается в женскую форму, и она организует туризм в Новом Асгарде.
По состоянию на 2025 год персонаж появился в трёх фильмах: «Тор: Рагнарёк», «Мстители: Финал» и «Тор: Любовь и гром». Альтернативная версия Мика появилась в мультсериале Disney+ «Что, если…?».

### Миннь-Эрва
Миннь-Э́рва (актриса — Джемма Чан) — тактический снайпер расы Крии и член команды Йон-Рогга «Звёздная сила» вместе с Кэрол Дэнверс (которая в то время была известна как Верс), к которой она испытывала сильную неприязнь. Миннь-Эрва сопровождает «Звёздную силу» и несколько солдат Крии на Землю, где было обнаружено, что Мар-Велл спрятала несколько беженцев-скруллов. Во время финальной битвы она пилотирует истребитель и пытается догнать и сбить корабль, на котором летает Мария Рамбо и в котором находятся несколько беженцев-скруллов. Мария перехитряет Миннь-Эрву и стреляет в неё, убивая её.
По состоянию на 2025 год персонаж появился в фильме «Капитан Марвел».

### Мобиус М. Мобиус
Мо́биус М. Мо́биус, настоящее имя — Дон (актёр — Оуэн Уилсон) — агент УВИ. Мобиус специализируется на расследовании по делам особо опасных преступников — временных вариантов. С помощью варианта Локи 2012 года раскрывает правду о организации. Бывший продавец гидроциклов.
По состоянию на 2025 год персонаж появился в первом и втором сезонах сериала Disney+ «Локи», а также в фильме «Человек-муравей и Оса: Квантомания» (камео после титров).

### Антон Могарт
Анто́н Мо́гарт (актёр — Гаспар Ульель) — богатый коллекционер древностей, живущий в Египте, и старый знакомый Лайлы Эль-Фаули. Марк Спектор и Эль-Фаули встречаются с ним, чтобы найти карту гробницы Амат. Он предаёт их, когда прибывает Артур Хэрроу.
По состоянию на 2025 год персонаж появился в сериале Disney+ «Лунный рыцарь».

### Карли Моргенто
Ка́рли Моргенто́ (актриса — Эрин Келлиман) — подросток, лидер антинационалистической террористической группы Разрушители флагов. Она и другие Разрушители флагов превращаются в суперсолдат, используя сыворотку, предоставленную Торговцем силой (Шэрон Картер), и используют жестокую тактику, такую как взрывы, чтобы добиться открытия границ для беженцев в странах Балтии. После того, как она пытается убить Картер и Сэма Уилсона, Шэрон убивает её.
По состоянию на 2025 год персонаж появился в сериале Disney+ «Сокол и Зимний солдат».

### Карл Мордо
Карл Мордо́ (актёр — Чиветел Эджиофор) — колдун и бывший член мастеров мистических искусств. Будучи близким союзником Древней, он помогал в вербовке и обучении их будущих колдунов. В этой роли он тренирует Стрэнджа, используя Посох живого трибунала в качестве своего оружия. Он также помогает Стрэнджу в борьбе с Кецилием. Древняя отмечает, что сила Мордо должна быть уравновешена Стрэнджа, поскольку Мордо не в состоянии признать необходимость моральной гибкости и компромисса. В конце фильма, разочаровавшись в учении Древней после того, как он узнал, что бессмертие последней было результатом её использования энергии Тёмного измерения и дальнейшего нарушения законов природы, он решает покинуть своих коллег-колдунов. Он приходит к убеждению, что вся магия извращает и нарушает естественный порядок, и теперь это заставляет его пытаться помешать другим использовать её. В сцене после титров Мордо посещает коллегу-колдуна Джонатана Пэнгборна и крадёт энергию, которую он использует для ходьбы, заявляя, что в мире «слишком много колдунов».
В альтернативной вселенной, обозначенной как Земля-838, Мордо является Верховным чародеем и членом Иллюминатов после предательства Стивена Стрэнджа из его вселенной.
По состоянию на 2025 год персонаж появился в фильме «Доктор Стрэндж». Версия Мордо с Земли-838 появилась в фильме «Доктор Стрэндж: В мультивселенной безумия».

### Джим Морита
Джим Мори́та (актёр — Кеннет Чой) — американо-азиатский член Воющих Коммандос, воевавший бок о бок со Стивом Роджерсом во время Второй мировой войны.
Его потомок (также в исполнении Чоя) является директором Мидтаунская школа науки и технологий, где ранее учился Питер Паркер.
По состоянию на 2025 год персонаж появился в фильме «Первый мститель» и телесериале «Агенты „Щ.И.Т.“». Его потомок в исполнении того же актёра появился в фильме «Человек-паук: Возвращение домой». Альтернативная версия Мориты появилась в мультсериале Disney+ «Что, если…?».

### Мэгги
Мэ́гги (актриса — Джуди Грир) — бывшая жена Скотта Лэнга, мать их дочери Кэсси Лэнг и жена Джима Пакстона.
По состоянию на 2025 год персонаж появился в двух фильмах: «Человек-муравей» и «Человек-муравей и Оса».

## Комментарии
1. ↑  Имя персонажа в фильме изначально было объявлено как Цзян Ли, даже использовалось в лицензионных продуктах, однако оно было изменено на Инь Ли[49][50]